# Findlingsgarten Seddiner See
Der Findlingsgarten Seddiner See im Naturpark Nuthe-Nieplitz ist eine 25.000 m² große Freiland-Ausstellung von Findlingen im Ortsteil Kähnsdorf der Gemeinde Seddiner See im brandenburgischen Landkreis Potsdam-Mittelmark.
Neben Findlingen – darunter bedeutende nordische Leitgeschiebe – werden in einer Skulpturenausstellung zeitgenössische Werke von zwölf Künstlern wie Marina Schreiber, Karl Menzen oder Volker Bartsch gezeigt. Träger ist der Verein Findlingsgarten Seddiner See e. V.

## Hintergrund
Die Oberflächenformung in diesem Teil Brandenburgs entstand im Wesentlichen vor etwas über 20.000 Jahren durch einen kaltzeitlichen Vorstoß von Inlandeis aus Skandinavien nach Mitteleuropa, in der Brandenburg-Phase der Weichseleiszeit, dem weitesten Eisvorstoß dieser Kaltzeit. Der Eisrand lag längere Zeit in einem großen Bogen von Lehnin über den Südrand des Schwielowsees bis nach Beelitz und Luckenwalde. Im Eis wurden große Mengen an Gesteinsmaterial transportiert, das am Eisrand austaute und heute zum Teil als Endmoräne erhalten ist. Die größeren Blöcke lagerten sich im Rückraum der Endmoräne, vor allem auf den heutigen Grundmoränenflächen, als Findlinge ab, zusammen mit dem Geschiebemergel. Diese Grundmoränenflächen liegen vor allem nördlich des Großen Seddiner Sees und südöstlich davon. Bei der landwirtschaftlichen Nutzung dieser Flächen geraten die Findlinge an die Oberfläche und müssen weggeräumt werden. Vor der Endmoräne, d. h. südlich von dieser, wurden durch das Schmelzwasser große Schwemmsandflächen abgelagert, als Sander (Beelitzer Sander) und Talsande.

## Konzept des Gartens
Der Findlingsgarten zeigt in einer regionalen Anordnung charakteristische Strauch- und Baumarten, sowohl aus der Späteiszeit, der Warmzeit und der Nachwarmzeit. Das gesamte Gelände ist durch eine Brombeerhecke eingefriedet. Im Nordwesten befindet sich neben einem kleinen Informationshäuschen mit einer Dauerausstellung der Eingang zu dem Gelände. Hier wurde die Vegetationszone der Nacheiszeit nachgebildet, die durch eine Ausstellung von behandelten Natursteinen sowie einem Klopfplatz zur Bearbeitung der Findlinge ergänzt wurde. Im mittleren Bereich gelangt der Besucher über einen Holzsteg zu einem nachgebildeten Toteissee sowie einer Endmoräne. Hier herrschen Pflanzen vor, die zur Warmzeit zählen. Hinter der Endmoräne schließt sich ein Drumlin, ein Wallberg (Os) sowie ein Grundmoränensee an. In diesem Bereich der Nachwarmzeit finden sich Beispiele für Sedimentablagerungen sowie Granite und Gneise.
Im Jahr 2006 wurde die Ausstellung durch Skulpturen zeitgenössischer Künstler ergänzt.

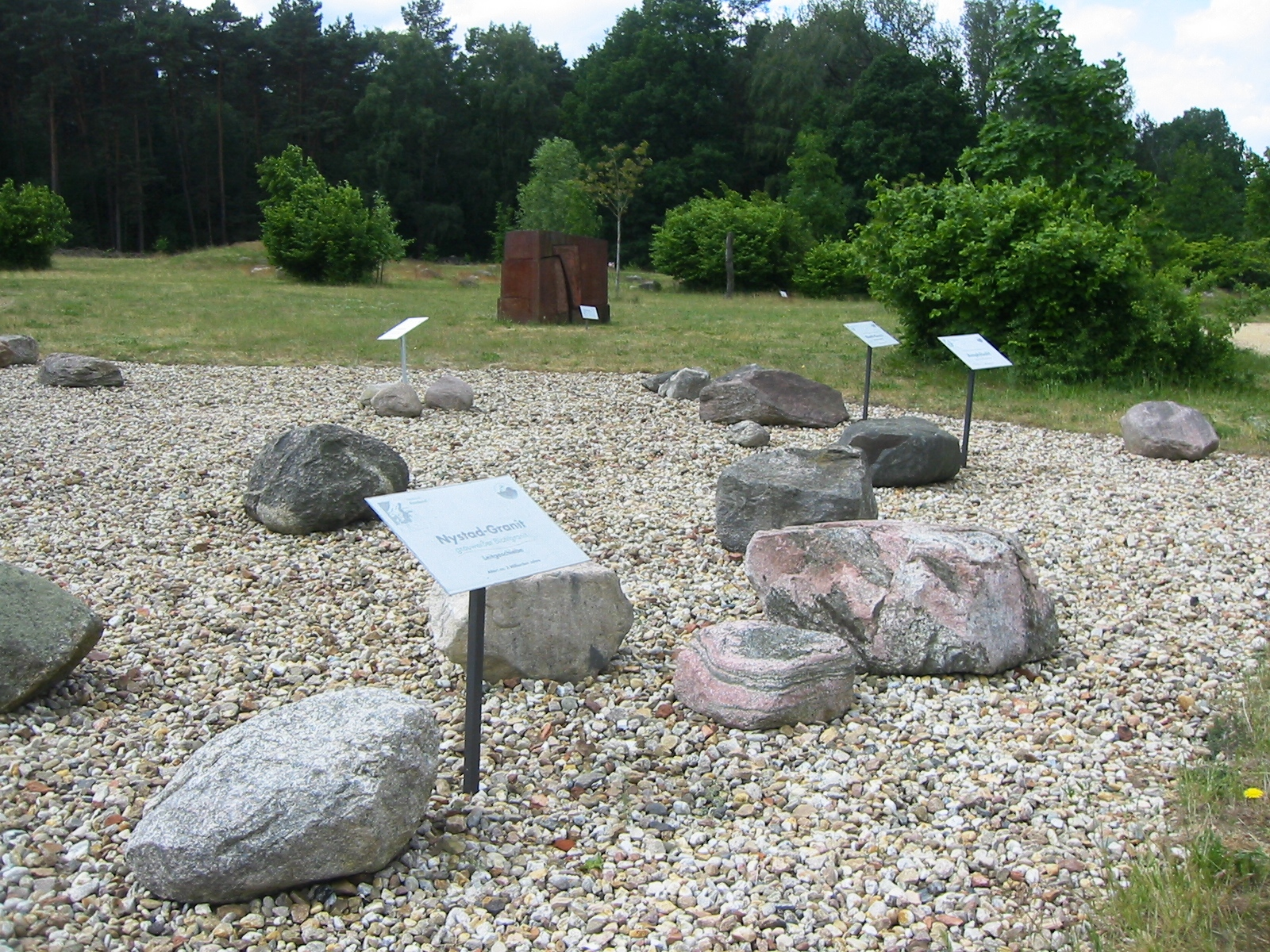
Findlinge im Warmzeitbereich des Gartens
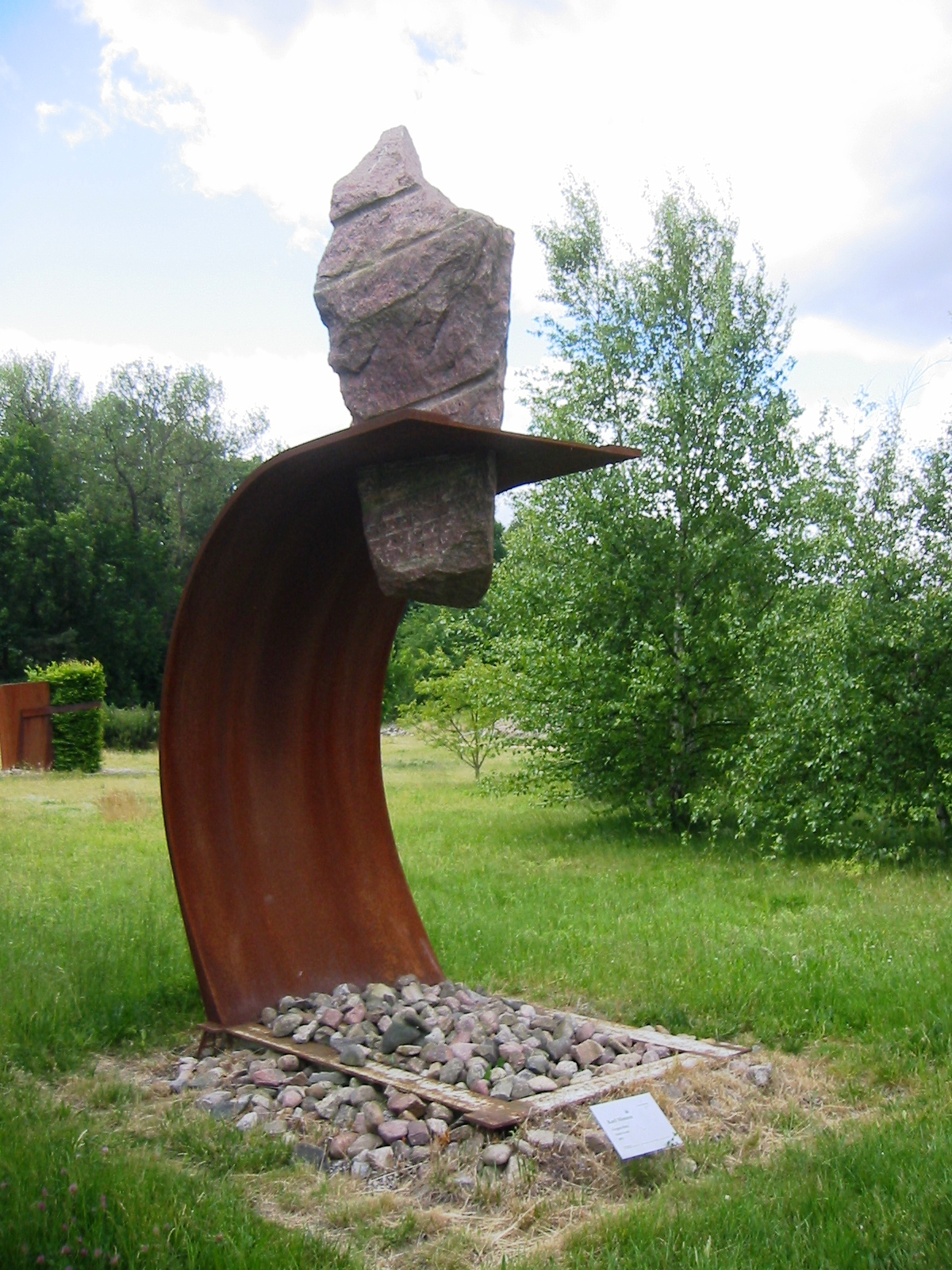
Skulptur Gegen-Satz von Karl Menzen
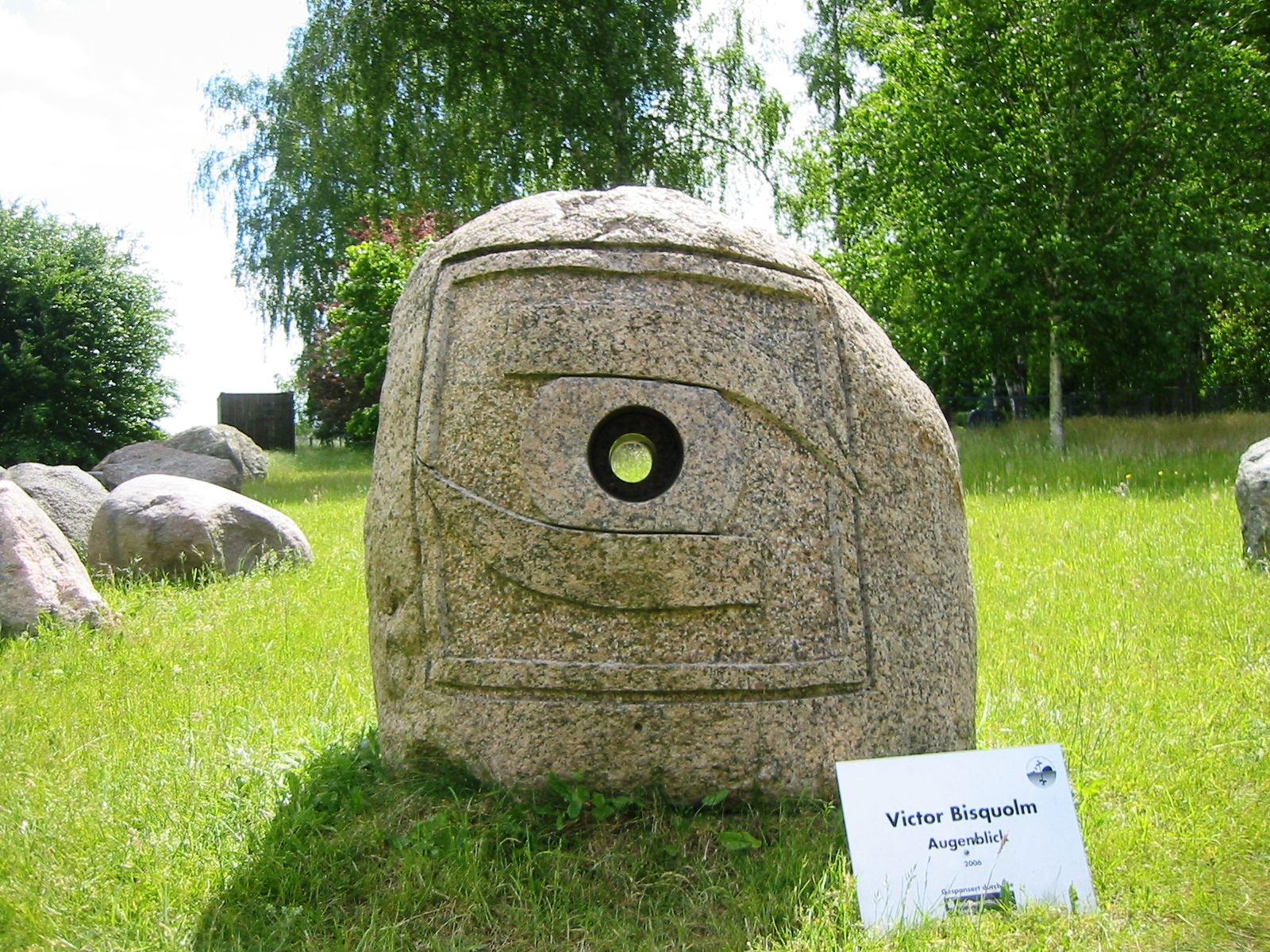
Findling „Augenblick“ von Victor Bisquolm
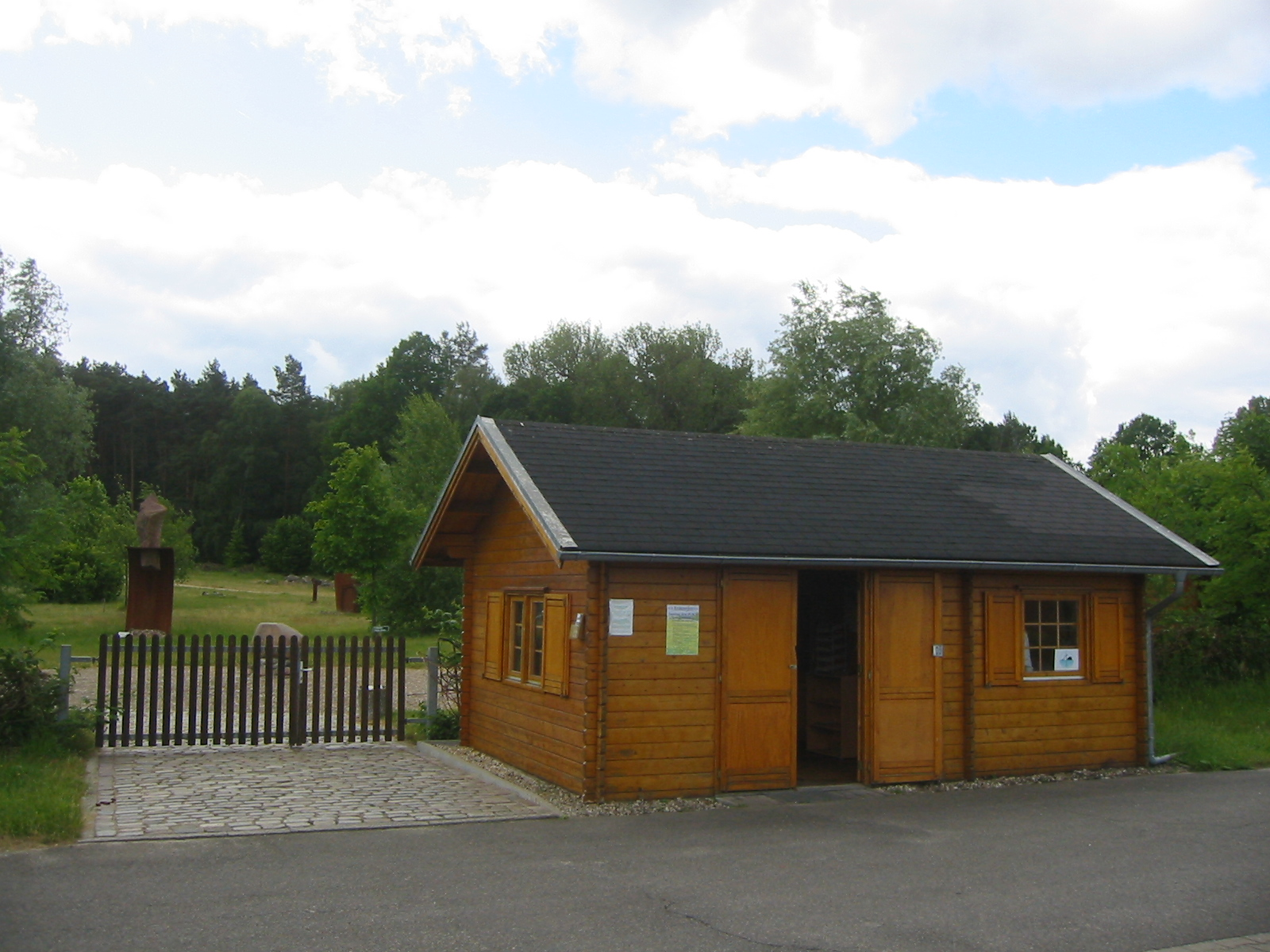
Informationshäuschen und Eingang zum Gelände
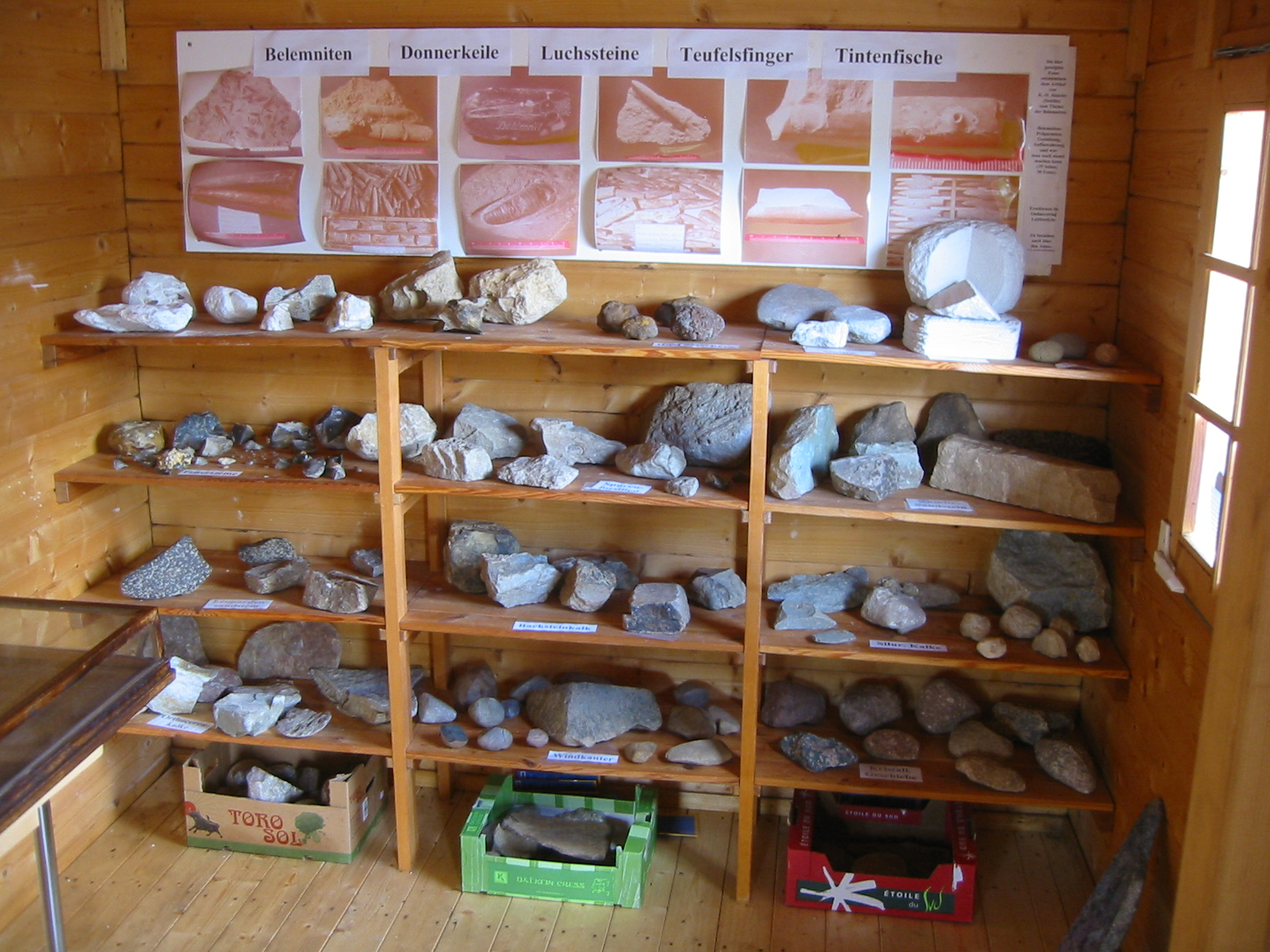
Dauerausstellung im Informationshäuschen